# ダーター・ダルバール
ダーター・ダルバールは、パキスタン、パンジャブ州ラホール市にあるイスラム教の聖者廟の一つ。

## 概要
ダーター・ダルバールは、11世紀のイスラム神秘主義者（スーフィー）であるダーター・ガンジ・バクシュを祀るパキスタン国内最大級の聖者廟。宗派を問わず多くの庶民が訪れる。

## テロ事件
- 2010年7月1日 - ダーター・ダルバールで自爆テロが連続して発生。死者40人以上、負傷者170人以上[2]。
- 2019年5月8日 - 聖廟の入り口付近で爆発が発生。死者10人、負傷者24人[3]。